# Cratere Cefalù
Cefalù  è un cratere sulla superficie di Marte.